# Audio Adrenaline
Audio Adrenaline, voorheen A-180 en Audio A, was een christelijke rockband, die van 1987 tot en met 2007 diverse grote hits in de Verenigde Staten hebben gehad. Ze hebben ook 2 Grammy Awards en verschillende Dove Awards gewonnen. De band werd opgericht in Grayson, Kentucky, op de lokale universiteit. Samen met de Newsboys, dc Talk en Jars of Clay, werden ze al snel een van de grootste christelijke poprockbands in de jaren 90. In 2007 stopte de band omdat de leadzanger en medeoprichter Mark Stuart wegens een ziekte zijn stem verloor.
In 2012 werd de band opnieuw opgericht met Kevin Max (voorheen DC Talk) als leadzanger. Omwille van verschillende visies tussen het management van Audio Adrenaline en Kevin Max besloot de leadzanger na enkele jaren te stoppen. Vanaf 2015 werd Adam Agee van de christelijke poppunkband Stellar Kart de leadzanger van Audio Adrenaline. In 2017 stopte de band definitief. Enkele leden van de band waaronder Mark Stuart zijn daarna actief geworden voor The Hands and Feet Project, een weeshuis in Haïti. In 2019 heeft ex zanger en medeoprichter Mark Stuart een boek uitgebracht: "Losing my voice to find it". In dit boek wordt onder andere het oprichten, de groei en het einde van de band uitgelegd. 

## Discografie

### Albums
| Titel                  | Datum |
| ---------------------- | ----- |
| Audio Adrenaline       | 1992  |
| Don't censor me        | 1993  |
| Bloom                  | 1996  |
| Some kind of zombie    | 1997  |
| Underdog               | 1999  |
| Lift/Hitparade         | 2001  |
| Worldwide              | 2003  |
| Until my heart cave in | 2005  |
| Adios                  | 2006  |
| Kings & Queens         | 2013  |
| Sound of the Saints    | 2015  |

### Singles
| Titel                       | Datum |
| --------------------------- | ----- |
| My God                      | 1991  |
| Audio World                 | 1992  |
| Big House                   | 1994  |
| Never Gonna as Big as Jesus | 1996  |
| Some Kind of Zombie         | 1997  |
| Chevette                    | 1998  |
| Get Down                    | 1999  |
| Underdog                    | 2000  |
| Dirty/Ocean Floor           | 2003  |
| Miracle                     | 2004  |
| King                        | 2005  |
| Melody (Lost In Wonder)     | 2005  |
| Goodbye                     | 2006  |
| Kings and Queens            | 2012  |
| Believer                    | 2013  |
| He moves You move           | 2014  |
| Love was stronger           | 2015  |